# Премія Баррі
Премія Баррі (англ. Barry Award) — американська літературна нагорода, яку з 1997 року щорічно присуджує редакція американського щоквартального видання Deadly Pleasures авторам кримінальної літератури, включаючи детективний жанр. Премія названа на честь американського критика Баррі Гарднера.
Номінація «Найкращий британський роман» (застосовувалася до 2012 року) включала такі романи, що вперше були опубліковані англійською мовою і не залежали від національності автора.

## Переможці
1997
- Найкращий роман: Bloodhounds (Бладхаунди), Пітер Ловсі
- Найкращий роман у м'якій обкладинці: Walking Rain (Дощ йде), Susan Wade (Сюзан Вейд)
- Найкращий перший роман: Test of Wills (Перевірка заповітів), Charles Todd[en] (Чарльз Тодд)
- Найкращий недетективний твір:Detecting Women 2 (Виявлення жінок 2), Willetta L. Heising (Вілетта Л. Гейзінг)

1998
- Найкращий роман: Trunk Music[en] (Важка музика), Майкл Коннеллі
- Найкращий роман у м'якій обкладинці: Backspin[en] (Підкрутка), Гарлан Кобен
- Найкращий перший роман: Поверх смерті, Лі Чайлд

1999
- Найкращий роман: On Beulah Height (На висоті Беула), Реджинальд Гілл (Reginald Hill) і Gone, Baby, Gone[en], (Бувай, дитинко, бувай), Денніс Лігейн
- Найкращий перший роман: Iron Lake (Сталеве озеро), Вільям Кент Крюгер (William Kent Krueger)

2000
- Найкращий роман: In a Dry Season[en] (У сухий сезон), Peter Robinson[en] (Пітер Робінсон)
- Найкращий британський роман: A Place of Execution[en] (Місце страти), Вел Макдермід
- Найкращий роман у м'якій обкладинці: Every Move She Makes (Кожен її рух), Robin Burcell (Робін Барселл)
- Найкращий перший роман: Peacocks (Павичі), Донна Ендрюс

2001
- Найкращий роман: Deep South (Глибокий південь), Nevada Barr[en] (Невада Барр)
- Найкращий британський роман: Black Dog[en] (Чорний пес), Stephen Booth[en] (Стівен Бут)
- Найкращий роман у м'якій обкладинці: The Kidnapping of Rosie Dawn (Викрадення Розі Даун), Eric Wright[en] (Ерік Райт)
- Найкращий перший роман: A Conspiracy of Paper[en] (Змова паперів), Девід Лісс (David Liss)

2002
- Найкращий роман: Mystic River[en] (Містична річка), Денніс Лігейн (Dennis Lehane)
- Найкращий британський роман: Dancing with the Virgins (Танцюючи з дівами), Stephen Booth[en] (Стівен Бут)
- Найкращий роман у м'якій обкладинці: Killing Gifts (Вбивчі подарунки), Deborah Woodworth (Дебора Вудворт)
- Найкращий перший роман: Open Season (Відкритий сезон), C. J. Box[en] (Ч. Дж. Бокс)

2003
- Найкращий роман: City of Bones[en] (Місто кісток), Майкл Коннеллі (Michael Connelly)
- Найкращий британський роман: The White Road (Біла дорога), Джон Конноллі (John Connolly)
- Найкращий роман у м'якій обкладинці: Cold Silence (Холодне мовчання), Danielle Girard[en] (Даніель Джирард)
- Найкращий перший роман: In the Bleak Midwinter[en] (У похмурій середині зими), Julia Spencer-Fleming[en] (Джулія Спенсер-Флемінг)

2004
- Найкращий роман: Every Secret Thing[en] (Кожна таємна річ), Лаура Ліппман (Laura Lippman)
- Найкращий британський роман: The Distant Echo (Далеке відлуння), Вел Макдермід (Val McDermid)
- Найкращий роман у м'якій обкладинці: Tough Luck (Не пощастило), Jason Starr[en] (Джейсон Старр)
- Найкращий перший роман: Monkeewrench[en] (Гайковий ключ), P. J. Tracy[en] (П. Дж. Трейсі)
- Найкраще оповідання: Rogues' Gallery (Галерея розбійників), Robert Barnard[en] (Роберт Барнард)

2005
- Найкращий роман: Ворог (The Enemy), Лі Чайлд (Lee Child)
- Найкращий трилер: Rain Storm (Штормовий дощ), Barry Eisler[en] (Баррі Айслер)
- Найкращий британський роман: Flesh & Blood (Плоть і кров), John Harvey[en] (Джон Гарві)
- Найкращий роман у м'якій обкладинці: Tagged for Murder (Позначено як вбивство), Elaine Flinn (Елейн Флінн)
- Найкращий перший роман: Тінь вітру (The Shadow of the Wind / La sombra del viento), Карлос Руїс Сафон (Carlos Ruiz Zafón)
- Найкраще оповідання: The War in Wonderland (Війна в країні чудес), Edward D. Hoch[en] (Едвард Д. Гох)

2006
- Найкращий роман: Red Leaves (Червоне листя), Thomas H. Cook[en] (Томас Г. Кук)
- Найкращий трилер: Company Man (Співробітник компанії), Joseph Finder[en] (Джозеф Файндер)
- Найкращий британський роман: The Field of Blood (Поле крові), Деніз Міна (Denise Mina)
- Найкращий роман у м'якій обкладинці: The James Deans (Джеймс Дін), Рід Фаррел Коулмен (Reed Farrel Coleman)
- Найкращий перший роман: Cold Granite (Холодний граніт), Stuart MacBride[en] (Стюарт Макбрайд)
- Найкраще оповідання: There is No Crime on Easter Island (На острові Пасхи немає злочинів), Ненсі Пікард (Nancy Pickard)

2007
- Найкращий роман: The Night Gardener[en] (Нічний садівник), George Pelecanos[en] (Джордж Пелеканос)
- Найкращий трилер: The Messenger[en] (Посланець), Daniel Silva[en] (Даніель Сілва)
- Найкращий британський роман: Priest (Священик), Ken Bruen[en] (Кен Бруен)
- Найкращий роман у м'якій обкладинці: The Cleanup (Очищення), Sean Doolittle[en] (Шон Дулітл)
- Найкращий перший роман: Still Life (Натюрморт), Луїза Пенні (Louise Penny)
- Найкраще оповідання: The Right Call (Правильний дзвінок), Brendan DuBois[en] (Брендан Дюбуа)

2008
- Найкращий роман: What the Dead Know[en] (Що знають мертві), Лаура Ліппман (Laura Lippman)
- Найкращий трилер: The Watchman[en] (Сторож), Роберт Крейс (Robert Crais)
- Найкращий британський роман: Damnation Falls (Прокляття настає), Edward Wright, (Едвард Райт)
- Найкращий роман у м'якій обкладинці: Queenpin (Шпилька королеви), Megan Abbott[en] (Меган Еббот)
- Найкращий перший роман: In the Woods[en] (У лісах), Тана Френч (Tana French)

2009
- Найкращий роман: The Draining Lake[en] (Осушене озеро), Арнальдур Індрідасон (Arnaldur Indriðason)
- Найкращий трилер: The Deceived (Обдурений), Brett Battles[en] (Бретт Беттлс)
- Найкращий британський роман: Чоловіки, що ненавидять жінок (швед. Män som hatar kvinnor), Стіг Ларссон, (Karl Stig-Erland Larsson)
- Найкращий роман у м'якій обкладинці: State of the Onion[en] (Штат ріпчастої цибулі), Julie Hyzy[en] (Джулі Гізі)
- Найкращий перший роман: Child 44[en] (Малюк 44), Tom Rob Smith[en] (Том Роб Сміт)
- Найкраще оповідання: The Drought (Посуха), James O. Born[en] (Джеймс О. Борн)

2010
- Найкращий роман: The Last Child[en] (Остання дитина), John Hart[en] (Джон Гарт)
- Найкращий трилер: Running from the Devil (Тікаючи від диявола), Jamie Freveletti[en] (Джеймі Фревелетті)
- Найкращий британський роман: If The Dead Not Rise (Якщо мертві не воскресають), Філіп Керр, (Philip Kerr)
- Найкращий роман у м'якій обкладинці: Starvation Lake (Голодне озеро), Bryan Gruley[en] (Браян Грулі)
- Найкращий перший роман: The Sweetness at the Bottom of the Pie[en] (Солодкість на донці пирога), Алан Бредлі (Alan Bradley)
- Кримінальний роман десятиліття: Чоловіки, що ненавидять жінок (швед. Män som hatar kvinnor), Стіг Ларссон, (Karl Stig-Erland Larsson)
- Найкраще оповідання: The High House Writer (Письменник з високого будинку), Brendan DuBois[en] (Брендан Дюбуа)

2011
- Найкращий роман: The Lock Artist[en] (Замкнутий актор), Steve Hamilton[en] (Стів Гамілтон)
- Найкращий трилер: Thirteen Hours (Тринадцять годин), Deon Meyer[en] (Деон Мейєр)
- Найкращий британський роман: The Woodcutter (Лісоруб), Реджинальд Гілл (Reginald Hill)
- Найкращий роман у м'якій обкладинці: Fever of the Bone[en] (Кісткова гарячка), Вел Макдермід (Val McDermid)
- Найкращий перший роман: The Poacher's Son (Лісоруб), Paul Doiron[en] (Пол Дойрон)
- Найкраще оповідання: The List (Список), Loren D. Estleman[en] (Лорен Д. Естлеман)

2012
- Найкращий роман: The Keeper of Lost Causes (Хранитель втрачених справ), Юссі Адлер-Олсен (Jussi Adler-Olsen)
- Найкращий трилер: The Informant (Інформатор), Thomas Perry[en] (Томас Перрі)
- Найкращий британський роман: Dead Man's Grip (Хватка мерця), Peter James[en], (Пітер Джеймс)
- Найкращий роман у м'якій обкладинці: Death of the Mantis (Смерть богомола), Michael Stanley (Майкл Стенлі)
- Найкращий перший роман: The Informationist (Інформуючий), Taylor Stevens (Тейло Стівенс)
- Найкраще оповідання: The Gun Also Rises (Зброя також піднімається), Jeffrey Cohen (Джеффрі Коен)

2013
- Найкращий роман: The Blackhouse[en] (Чорний дім), Peter May[en] (Пітер Мей)
- Найкращий трилер: The Fallen Angel (Падший ангел), Daniel Silva[en] (Даніель Сілва)
- Найкращий роман у м'якій обкладинці: Mr. Churchill's Secretary (Секретар містера Черчилля), Susan Elia MacNeal[en] (Сюзан Еліа Макніл)
- Найкращий перший роман: A Killing in the Hills (Вбивство на пагорбах), Julia Keller[en] (Джулія Келлер)

2014
- Найкращий роман: Ordinary Grace[en] (Звичайна благодать), Вільям Кент Крюгер (William Kent Krueger)
- Найкращий трилер: The Doll (Лялька), Taylor Stevens (Тейлор Стівенс)
- Найкращий роман у м'якій обкладинці: I Hear the Sirens in the Street (Я чую сирен на вулиці), Adrian McKinty[en] (Адріан Маккінті)
- Найкращий перший роман: Japantown (Японське містечко), Barry Lancet (Баррі Ланцет)

2015
- Найкращий роман: Natchez Burning (Натчез горить), Greg Iles[en] (Грег Айлс)
- Найкращий трилер: Those Who Wish Me Dead (Ті, хто бажають мені смерті), Michael Koryta[en] (Майкл Корита)
- Найкращий роман у м'якій обкладинці: The Life We Bury (Життя, яке ми ховаємо), Allen Eskens (Аллен Ескінс)
- Найкращий перший роман: Invisible City (Невидиме місто), Julia Dahl (Джулія Дал)

2016
- Найкращий роман: Badlands (Погані землі), C. J. Box[en] (Ч. Д. Бокс)
- Найкращий трилер: The Mask (Маска), Taylor Stevens (Тейлор Стівенс)
- Найкращий роман у м'якій обкладинці: The Long and Faraway Gone (Давно й далеко пішли), Lou Berney (Лу Берні)
- Найкращий перший роман: The Unquiet Dead (Неспокійні мерці), Ausma Zehanat Khan[en] (Осма Зеханат Хан)

2017
- Найкращий роман: A Great Reckoning (Велика розплата), Луїза Пенні (Louise Penny)
- Найкращий трилер: Guilty Minds (Винні розуми), Joseph Finder[en] (Джозеф Файндер)
- Найкращий роман у м'якій обкладинці: Rain Dogs (Дощові собаки), Adrian McKinty[en] (Адріан Маккінті)
- Найкращий перший роман: The Drifter (Бродяга), Nicholas Petrie (Ніколас Петрі)

2018
- Найкращий роман: The Marsh King's Daughter (Дочка болотного короля), Karen Dionne[en] (Карен Діон)
- Найкращий трилер: Unsub (Скасувати підписку), Meg Gardiner[en] (Мег Гардінер)
- Найкращий роман у м'якій обкладинці: The Deep Dark Descending (Спуск у темну глибину), Allen Eskens (Аллен Ескенс)
- Найкращий перший роман: The Dry (Сухий), Jane Harper[en] (Джейн Гарпер)

2019
- Найкращий роман: November Road (Листопадова дорога), Lou Berney (Лу Берні)
- Найкращий трилер: Safe Houses (Безпечні будинки), Dan Fesperman[en] (Ден Фесперман)
- Найкращий роман у м'якій обкладинці: The Ruin (Руїна), Dervla McTiernan[en] (Дервла Мактірнан)
- Найкращий перший роман: The Chalk Man (Крейдяна людина), C.J. Tudor[en] (К. Д. Тудор)

2020
- Найкращий роман: The Lost Man (Загублений чоловік), Jane Harper[en] (Джейн Гарпер)
- Найкращий трилер: The Chain (Ланцюг), Adrian McKinty[en] (Адріан Маккінті)
- Найкращий роман у м'якій обкладинці: Missing Daughter (Зникла дочка), Rick Mofina[en] (Рік Мофіна)
- Найкращий перший роман: The Chestnut Man (Каштановий чоловік), Soren Sveistrup (Сорен Свейструп)
- Кримінальний роман десятиліття: Suspect (Підозра), Роберт Крейс

2020
- Найкращий роман: Blacktop Wasteland[en] (Чорна частина пустки), S. A. Cosby[en] (Ш. А. Косбі)
- Найкращий трилер: Eddie's Boy (Хдопець Едді), Thomas Perry[en] (Томас Перрі)
- Найкращий роман у м'якій обкладинці: Turn to Stone (Перетворитися на камінь), James W. Ziskin (Джеймс В. Зіскін)
- Найкращий перший роман: Winter Counts (Зимові відліки), David Heska Wanbli Weiden (Девід Геска Ванблі Вейден)